# 오다 노부히로
오다 노부히로(일본어: 織田 信広, 생년 미상 ~ 덴쇼 2년 음력 9월 29일(1574년 10월 13일)는 센고쿠 시대와 아즈치모모야마 시대에 활동한 일본의 무장이다. 오다 노부히데의 아들이며, 오다 노부나가 등과는 배다른 형제 관계이다.

## 생애
노부히데의 장남이지만, 후실의 아들이었기 때문에 가독을 물려받지 못했다. 태어난 해나 자세한 배경을 기록한 책은 없으며, 《신초코키》(信長公記)에는 "오다 노부토키와 어머니가 같다"고 기록되어 있다.
《미카와 이야기》(三河物語)에는 1548년 3월에 일어난 아즈키자카에서의 두 번째 전투에서 선봉장으로 나섰다고 기록되어 있다. 다만 아즈키자카 언덕을 오를 때, 이마가와 군세의 마쓰다이라 선봉대와 전투가 벌어졌으나 패배하여, 노부히데가 진을 치고 있던 곳까지 물러났다가, 본대와 합류하여 마쓰다이라 군세를 공격했다. 그러나 이마가와의 군대를 쫓다 오카베 나가노리가 이끄는 복병대의 기습으로 패배를 당하고, 안쇼 성으로 후퇴하게 되었다. 노부히데는 안쇼 성의 수비를 노부히로에게 맡기고 오와리로 돌아갔다.
1549년 3월, 안쇼성의 수비를 맡고 있던 노부히로는 이마가와 요시모토의 부하 다이겐 셋사이가 이끄는 이마가와·마쓰다이라의 25만 연합군의 침공을 받았지만, 선봉장 혼다 다다타카를 죽이고, 우왕좌왕하던 이마가와의 연합군을 격퇴시키는 데 성공한다. 그러나 같은 해 11월, 다이겐 신사이가 성을 다시 침공했을 때, 히라테 마사히데 등이 요청한 지원군이 도착하기도 전에 안쇼 성은 함락당하고, 노부히로는 포로로 붙잡혔다. (제3차·제4차 안쇼 전투) 하지만 노부히로는 오다 씨에게 인질로 붙잡혀 있던 마쓰다이라 다케치요(도쿠가와 이에야스)와의 인질 교환을 통해 오다 씨의 진영으로 돌아왔다.
1556년 노부나가는 미노국의 이나바 산성에 있던 사와키 후지에몬(佐脇藤右衛門)과 손을 잡고 모반을 꾸민다. 이 무렵, 노부나가는 미노에서 지원병이 출동하면 자신은 기요스성을 떠나고, 노부히로가 후속 부대를 이끌고 기요스 성으로 들어가면 문을 지키는 사와키 후지에몬이 노부히로를 마중나오게 하는 것을 계획하고 있었다. 노부히로는 이를 이용하여, 기요스 성 북쪽에 미리 숨어있던 요시타쓰의 부대가 출진한 노부나가의 부대를 격퇴시키는 사이, 자신은 부대를 이끌고 기요스 성으로 들어가 사와키를 죽이고 기요스성을 장악한 뒤, 요시타쓰의 부대와 함께 노부나가를 협공하는 작전을 세운다.
그러나 《신초코키》 19권의 기록에 따르면, 이 모반은 사전에 노부나가의 귀에 들어갔고, 노부나가는 몰래 사와키에게 "기요스 성에서 요시타쓰의 부대를 토벌하기 위해 자신이 출진하면 그 뒤로는 절대 성문을 열지 말 것"을 일러두고, 성 아랫마을의 주민들에게도 자신이 돌아올 때까지 어떤 사람도 들여보내지 말라고 명령했다. 그리고 사와키에게 성에 들어오는 것을 거부당한 노부히로는 계획이 노부나가의 귀에 들어갔음을 깨닫고 미노로 도주했으나, 몇 차례의 전투 끝에 항복했다. 하지만 노부나가는 노부히로에게 벌을 주지 않았다.
그 후에는 노부나가에게 충성을 맹세하여, 오다 씨의 중신이 되었다. 노부나가가 교토를 장악한 1569년에서 1570년 사이에 교토에 머무르면서 노부나가와 무로마치 막부, 공가(公家) 사이의 중재자 역할을 맡았으며, 야마시나 도키쓰구, 요시다 가네미, 이치조 우치모토 등과 친하게 지냈다. 1570년 히에이 산 정벌, 1572년 이와무라성 지원 전투에도 참전했으며, 1573년 5월 18일에는 오다 씨와 사이가 좋지 않았던 아시카가 요시아키와의 교섭에 노부나가의 대리인으로 참석해 화해안을 체결한다.
1574년 이세국에서 벌어진 나가시마 잇코잇키(長島一向一揆) 사건의 진압에 참가했다가 그 곳에서 전사했다.

## 같이 보기
- 오다씨